# Omerbožovići
Omerbožovići este un sat din municipiul Podgorica, Muntenegru. Conform datelor de la recensământul din 2003, localitatea are 114 locuitori (la recensământul din 1991 erau 353 de locuitori).

## Demografie
În satul Omerbožovići locuiesc 83 de persoane adulte, iar vârsta medie a populației este de 35,8 de ani (32,6 la bărbați și 39,2 la femei). În localitate sunt 24 de gospodării, iar numărul mediu de membri în gospodărie este de 4,75.
|  |

| Demografie | Demografie | Demografie |
| An         | Locuitori  | Locuitori  |
| ---------- | ---------- | ---------- |
|            |            |            |
|            |            |            |
|            |            |            |
|            |            |            |
| 1948       | 54         |            |
| 1953       | 60         |            |
| 1961       | 112        |            |
| 1971       | 184        |            |
| 1981       | 250        |            |
| 1991       | 353        | 211        |
| 2003       | 134        | 114        |

| \| Componența etnică conform recensământului din 2003[2] \| Componența etnică conform recensământului din 2003[2] \| Componența etnică conform recensământului din 2003[2] \| Componența etnică conform recensământului din 2003[2] \| Componența etnică conform recensământului din 2003[2] \| \| ----------------------------------------------------- \| ----------------------------------------------------- \| ----------------------------------------------------- \| ----------------------------------------------------- \| ----------------------------------------------------- \| \| \| \| \| \| \| \| Albanezi \| Albanezi \| \| 111 \| 97,36% \| \| Sârbi \| Sârbi \| \| 3 \| 2,63% \| \| necunoscută \| necunoscută \| \| 0 \| 0% \| |             |  |     |        |
| Componența etnică conform recensământului din 2003 |             |  |     |        |
| |             |  |     |        |
| Albanezi | Albanezi    |  | 111 | 97,36% |
| Sârbi | Sârbi       |  | 3   | 2,63%  |
| necunoscută | necunoscută |  | 0   | 0%     |